# Коноплев, Василий Георгиевич
Коноплев Василий Георгиевич (род. 23 ноября 1956, Караганда) — русский поэт, писатель, публицист, педагог, пушкинист, журналист, автор собственных песен. 
Является автором веб-сайта Памятники Пушкину, на котором содержатся фотографии памятников, организаций и учреждений, в названиях которых увековечено имя Пушкина. Страницы сайта сопровождаются статьями и краткой информацией о монументах.  В коллекции сайта более трёх тысяч скульптурных изображений А.С. Пушкина.
Обладатель медали Лермонтова.

## Биография
Родился 23 ноября 1956 года в городе Караганде в семье рабочих. С детства увлекался актёрским мастерством. В 15 лет играл в театральной студии молодёжи. Сначала в массовках, а потом и в главных ролях. Сам Василий Коноплев связывает свою тягу к искусству с влиянием семьи. Мать, Анастасия Васильевна Коноплева, очень любила петь песни на праздниках под собственный гитарный аккомпанемент и под гармошку отца, Георгия Ивановича Коноплева. Старший брат Николай Георгиевич Коноплев также испытывал интерес к актёрскому мастерству.
После школы поступил в Петропавловский педагогический институт имени К. Д. Ушинского на факультет филологии. Затем служил в армии, присвоено звание офицера запаса.
Помимо учёбы, отдавал много времени Народному студенческому театру «Пилигрим», в котором сыграл немало ролей.
В 1980-х работал на областном телевидении Петропавловска.
Большую часть своей жизни Василий Коноплев посвятил воспитанию подрастающего поколения, работая в Первом городском общеобразовательном лицее города Петропавловска. Неоднократно удостаивался внутрилицейского звания «Учитель года», в детском рейтинге неизменно занимал ведущие позиции на протяжении многих лет.
С 1978 года женат. Супруга Елена Викторовна Коноплева (Сурмина), педагог, обладатель медали имени Пушкина. 
В семье двое детей и десять внуков.

## Книги
В поэзии Василия Коноплева есть и философская лирика, и естественная лирика, и интересная жизнь, и ироническая аллегория, и дружеские особенности.
- Размышления об энциклопедичности «Евгения Онегина» // сборник «И светлых мыслей красота». Омск, Издательство «Омский дом печати» 2000.
- И звёзды вымокли в росе. Стихи. Петропавловск: издательство «Северный Казахстан», 2004.
- Солдатские монологи. Стихи. Петропавловск: издательство «Северный Казахстан», 2005.
- Намёки не на вас. Стихи. Петропавловск: издательство «Северный Казахстан», 2007.
- За перегоном перегон. Публицистика. Петропавловск: издательство «Северный Казахстан», 2009.
- Наречие как часть речи русского языка (словарь-справочник). Петропавловск: издательство «Северный Казахстан», 2011.
- Есть сердце, где живу я (книга-эссе о жизни и творчестве Пушкина). Петропавловск: издательство «Северный Казахстан», 2011.
- Всё возможно. Повести. Новокузнецк: издательство «Союз писателей», 2016.
- С теплом и светом. Стихи. Петропавловск: издательство «Северный Казахстан», 2019.
- Неслучайные встречи. Публицистика. Петропавловск: издательство «Северный Казахстан», 2021.
- Так не бывает. Роман. Петропавловск: издательство «Северный Казахстан», 2023.